# Sesso acerbo
Sesso acerbo è un film del 1981 diretto da Claudio Bernabei (accreditato come Alexandre Borsky) e Aristide Massaccesi (accreditato come Joe D'Amato).

## Trama
Rimasta vedova, la signora Caracas decide di continuare a gestire la ditta del defunto marito. Assume l'amica Helen per accudire il figlio adolescente Alain e per tenerla più lontana possibile dal marito Sasha, col quale ha una relazione.